# Квинт Публилий
Квинт Публилий (на латински: Quintus Publilius) е политик на Римската република от 4 век пр.н.е. Произлиза от фамилията Публилии.
Той е избран за народен трибун през 384 пр.н.е. Консулски военни трибуни са Марк Фурий Камил, Сервий Корнелий Малугиненсис, Гай Папирий Крас, Публий Валерий Поцит Попликола, Сервий Сулпиций Камерин и Тит Квинкций Цинцинат Капитолин. Тази година обвиненият, че желае царската титла бивш консул Марк Манлий Капитолин е екзекутиран на Тарпейската скала.